# Invasione di Ceylon (1795)
L'invasione di Ceylon del 1795 fu una campagna militare composta da una serie di operazioni anfibie compiute tra l'estate del 1795 e la primavera del 1796 tra la guarnigione delle colonie batave nel'oceano Indiano d'istanza sull'isola di Ceylon (oggi Sri Lanka) e le forze d'invasione inviate dagli inglesi dall'India britannica. La Repubblica Olandese era stata alleata dell'Inghilterra durante le prime fasi delle Guerre rivoluzionarie francesi, ma venne conquistata dalla Repubblica Francese nell'inverno del 1794 e ricostituita come stato cliente della Francia col nome di Repubblica Batava. Il governo inglese, in collaborazione con lo stadtholder in esilio Guglielmo d'Orange, progettò di privare i batavi delle risorse provenienti dalle loro colonie che erano quelle derivate dall'Impero olandese. Tra i primi territori ad essere attaccati vi fu la costa dell'isola di Ceylon, con operazioni inizialmente focalizzate sul porto commerciale di Trincomalee.
Per prendere il controllo della colonia, il governo inglese istruì Lord Hobart, governatore di Madras affinché utilizzasse le forze a sua disposizione per invadere e prendere le parti dell'isola controllate dai batavi. La prosecuzione della campagna venne affidata al colonnello James Stuart, supportato dalle forze navali del contrammiraglio Peter Rainier. Stuart chiese al governatore batavo locale Johan Van Angelbeek di consegnargli la colonia pacificamente e diversi avamposti commerciali vennero catturati senza alcuna resistenza, ma le forze di Stuart la incontrarono invece a Trincomalee nell'agosto del 1795 ed anche a Colombo nel febbraio del 1796. Dopo un breve assedio le forze inglesi furono in grado di assicurarsi il controllo completo della colonia olandese e Ceylon rimase parte dell'Impero britannico per i successivi 153 anni.

## Antefatto
Nel 1793, il Regno di Gran Bretagna e la Repubblica Olandese erano entrate entrambe in guerra con la Repubblica Francese allo scoppio delle Guerre rivoluzionarie francesi. Malgrado la resistenza dell'esercito olandese ed un corpo di spedizione inglese, la Repubblica Olandese venne schiacciata dai francesi nell'inverno del 1794–1795, ed i francesi ricostituirono una nuova repubblica col nome di Repubblica Batava, uno stato cliente del regime francese. Sebbene la guerra tra Inghilterra e Repubblica Batava non fosse stata dichiarata ancora, il governo inglese inviò delle istruzioni dal 19 gennaio affinché le navi batave fossero catturate, in unione con quanto dichiarato dallo stadtholder Guglielmo d'Orange, il quale viveva in esilio a Londra, come pure di neutralizzare le colonie batave per annichilire il loro sostegno prezioso alla Francia. Il 9 febbraio questi ordini culminarono nello scoppio della guerra tra Gran Bretagna e la Repubblica Batava.
La notizia dello scoppio del conflitto impiegò diversi mesi per raggiungere le Indie Orientali dove le forze inglesi e francesi già stavano combattendo dal 1793 per il controllo delle rotte commerciali dell'Oceano Indiano. Le forze inglesi, supportate dalla Compagnia britannica delle Indie Orientali, operavano principalmente da Madras a Calcutta in India, mentre i francesi avevano le loro basi navali all'Île de France (oggi Mauritius) ed a Réunion. Dopo uno scontro inconcludente al largo dell'Île Ronde il 22 ottobre 1794, lo squadrone francese dell'Île de France rimase a Port Louis e per questo le forze navali britanniche dell'area poterono concentrarsi sui territori olandesi dell'area. La colonizzazione olandese di Ceylon non si era espansa a tutta l'isola, che in gran parte era sotto il dominio del Regno di Kandy. Insediamenti europei si concentravano nelle aree costiere e attorno ai porti di Colombo (a ovest) e Trincomalee (ad est), oltre alla presenza di piccole fabbriche ed insediamenti altrove. Trincomalee era particolarmente importante come base per le forze che si occupavano di razziare i mercantili inglesi nella Baia del Bengala, ma il porto disponeva di risorse di cibo limitate e di pochi collegamenti.

## Il piano
Dopo aver ricevuto la notizia dell'inizio delle ostilità tra Gran Bretagna e Repubblica Batava, Lord Hobart, Governatore di Madras, conferì con Rainier ed ordinò l'invasione di Ceylon. Il comando delle forze di terra venne dato al colonnello James Stuart, le cui forze erano composte dal 71º, 72º e 73º reggimento di fanteria, dal 61º e dal 23º battaglione di nativi di Madras e da forze ausiliarie di artiglieria sempre da Madras, per un totale di 2700 uomini. Queste forze vennero supportate dalla Royal Navy con uno squadrone al comando di Rainier composto dalla HMS Suffolk (74 cannoni) e dalla HMS Centurion (50 cannoni) che salparono da Madras il 21 luglio. La Suffolk scortava il grosso del convoglio stipato in mercantili della Compagnia britannica delle Indie Orientali oltre a rifornimenti protetti dalle fregate HMS Diomede e HMS Heroine.
Stuart e Rainer speravano entrambi che il governatore batavo locale Johan Van Angelbeek si persuadesse ad una occupazione pacifica di Ceylon da parte delle forze inglesi, in particolare alla luce delle Lettere di Kew scritte da Guglielmo d'Orange, che avevano invocato la cooperazione tra forze olandesi ed inglesi. Il maggiore Agnew venne inviato a riva a Colombo per negoziare con Van Angelbeek e per persuaderlo fece sbarcare 300 militari inglesi presso il forte di Oostenberg, proprio sopra Trincomalee. Al suo arrivo al porto presso la costa orientale di Ceylon il 1 agosto, ad ogni modo, il comandante delle difese locali si rifiutò di seguire le disposizioni del governatore. Per due giorni vi furono tentativi di convincere il comandante batavo e intanto la posizione degli inglesi andò peggiorando per la perdita della Diomede che si incagliò nel porto di Trincomalee dopo aver sbattuto contro delle rocce. Per quanto tutto l'equipaggio riuscì a salvarsi, andarono perdute ingenti quantità di rifornimenti militari con l'affondamento della fregata.

## L'assedio di Trincomalee
Il 3 agosto, con il fallimento dei negoziati, Rainier e Stuart ordinarono la prosecuzione dell'invasione. Le truppe sbarcarono a 4 miglia a nord di Trincomaleee senza incontrare alcuna opposizione ed avanzarono lentamente sul terreno sabbioso. Per le alte onde e i venti forti lo sbarco non fu completato sino al 13 agosto, e fu solo dal 18 agosto che si poterono iniziare i primi avvicinamenti a Trincomalee. Durante tutto questo periodo la guarnigione batava non aveva fatto nulla per impedire l'avanzata delle forze inglesi, i quali dopo cinque giorni riuscirono a piazzare l'artiglieria ed a creare una breccia nelle mura di Trincomalee, non prima di aver chiesto la resa del comandante del forte e preparandosi nel contempo all'assalto.
Dopo i negoziati e la ripresa dei bombardamenti, il comandante batavo si arrese. La guarnigione di 679 uomini venne catturata prigioniera e più di 100 cannoni vennero conquistati dagli inglesi. Le perdite inglesi nella breve campagna ammontarono a 16 morti e 60 feriti. Dopo la caduta di Trincomalee, il vicino forte Oostenberg venne ad arrendersi il 27 agosto. Col forte principale nelle mani degli inglesi, nel giro di breve anche gli altri principali avamposti olandesi dell'area si arresero: Batticaloa il 18 settembre, Jaffna il 27 settembre, Mullaitivu il 1 ottobre e l'isola di Mannar il 5 ottobre.

## La caduta di Colombo
Nel settembre del 1795, Rainier portò gran parte del suo squadrone ad est per operare contro Batavia, lasciando il capitano Alan Gardner al comando del blocco del porto di Colombo, l'ultimo avamposto batavo sull'isola. Nel gennaio del 1796, il comando delle Indie Orientali venne assunto da Sir George Keith Elphinstone, il quale ordinò alla nave di linea HMS Stately ed alla HMS Arrogant di assistere Gardner.
Nel febbraio del 1796 una spedizione finale venne preparata contro Ceylon, con l'istruzione di assediare Colombo e l'area circostante. Stuart prese nuovamente il comando dell'operazione, supportato da Gardner a bordo della Heroine e con gli sloop HMS Rattlesnake, HMS Echo e HMS Swift oltre ad altre cinque navi della Compagnia britannica delle Indie Orientali. Le forze di Stuart sbarcarono a Negombo, un forte olandese abbandonato l'anno precedente, il 5 febbraio e marciarono su Colombo, giungendovi senza opposizione alcuna il 14 febbraio. La guarnigione ebbe la proposta della resa immediata ed il 15 febbraio Van Angelbeek si accordò per la capitolazione con Stuart che poté prendere pacificamente possesso della città.
La valutazione dei soli beni catturati a Colombo superò le 300 000 sterline. Ancora più importante fu poi il fatto che Ceylon fu l'unica delle colonie olandesi conquistate dagli inglesi in questo periodo che non tornò all'Olanda col Trattato di Amiens del 1802. L'Inghilterra mantenne il controllo su Ceylon come parte dell'Impero britannico sino all'indipendenza nel 1948.